# 34th Street station (IRT Ninth Avenue Line)
34th Street fue una estación exprés en la demolida línea IRT Ninth Avenue en Manhattan, Ciudad de Nueva York. 

## Historia
Fue construida originalmente el 30 de julio de 1873 por New York Elevated Railroad Company y tenía dos niveles. El inferior se construyó primero y tenía dos vías y dos plataformas laterales. El superior se construyó como parte de los contratos duales y tenía una vía y dos plataformas laterales sobre las vías locales del nivel inferior. En abril de 1930, se abrió una nueva escalera en la estación en la esquina noreste de Ninth Avenue y 34th Street. Cerró el 11 de junio de 1940. Esta estación también daba servicio a Penn Station y estaba al oeste de las estaciones de metro IRT e IND en Penn Station.